# 西口順子
西口 順子（にしぐち じゅんこ、1936年 - ）は、日本の歴史学者、日本女性史研究者、相愛大学名誉教授。
京都市生まれ。1959年、京都女子大学文学部卒。相愛大学教授。2007年、定年退任、名誉教授。

## 著書
- 『女の力 古代の女性と仏教』1987　平凡社選書
- 『平安時代の寺院と民衆』法藏館　2004
- 『中世の女性と仏教』法藏館、2006

## 共編著
- 『大和国諸記』1 編　同朋舎出版　1981　本願寺史料集成
- 『シリーズ女性と仏教』全4巻　大隅和雄共編　平凡社　1989
- 『仏と女』編　吉川弘文館　1997　中世を考える
- 『日本史の中の女性と仏教』光華女子大学・光華女子短期大学真宗文化研究所編 吉田一彦,勝浦令子共著　法藏館　1999

## 参考
- 中世の女性と仏教 - 紀伊国屋書店BookWeb